# 书法 (杂志)
《书法》创刊于1977年，是中国大陆艺术类月刊，编辑部位于上海市。
《书法》在2018年被中华人民共和国国家新闻出版广电总局新闻报刊司评为2017年全国“百强报刊”。